# پیتشین
پیتشین (به چکی: Pěčín) یک منطقهٔ مسکونی در جمهوری چک است که در ناحیه ریخنوف ناد کنیژنوو واقع شده‌است.